# 건조기

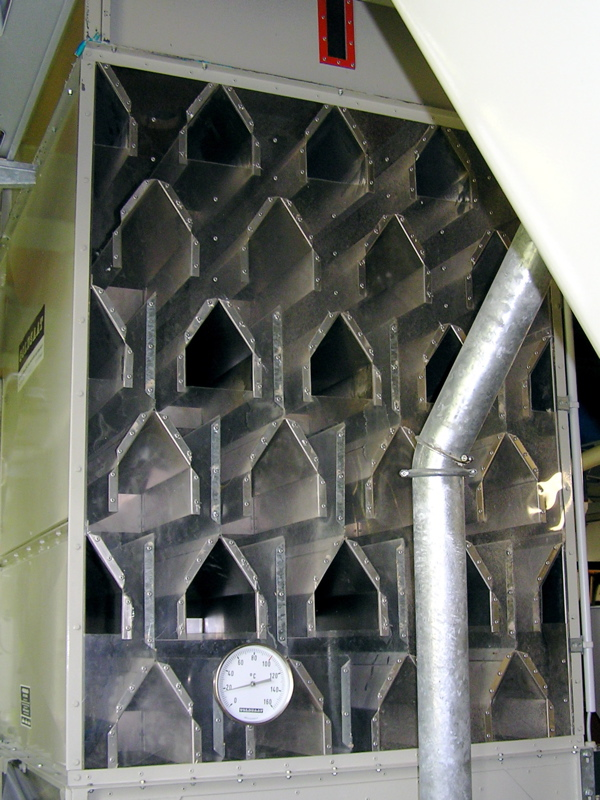
곡물을 말리기 위해 제분소의 지붕 건조기

건조기(乾燥機)는 습기와 수분을 말리기 위한 기계이다.

## 종류
- 의류 건조기
- 식기 건조기
- 곡물 건조기
- 헤어 드라이어
- 핸드 드라이어

## 같이 보기
- 제습기